# Руки геть! (фільм, 2021)
Руки геть! — американська комедія 2021 року. Режисер Гебріел Болонья; сценаристи Йос Леніадо та Джозеф Болонья. Продюсери Гебріел Болонья і Джозеф Болонья. Світова прем'єра відбулася 19 січня 2021 року; прем'єра в Україні — 16 грудня 2021-го.

## Про фільм
Мойша мріє про грошовий приз, і щоби дістати його, вирішує взяти участь в американському шоу «Танго». Його партнеркою стає молода та приваблива Вівіана. Але Мойша за своїми релігійними переконаннями не може торкатися до інших жінок — окрім дружини.
Чи зможуть герої танцювального шоу впоратися із завданням без будь-яких дотиків?

## Знімались
| Актор                 | Роль                            |
| --------------------- | ------------------------------- |
| Лейні Казан           | Леа Злоткін                     |
| Рене Тейлор           | Дебора Єгуда                    |
| Джозеф Болонья        | батько Ентоні; посмертний реліз |
| Філіп Ентоні-Родрігес | Гост                            |
| Карина Смирнофф       | Вівіана                         |
| Джоанна Барон         | Анна Мейєр                      |
| Джуді Бічер           | Рахель                          |
| Хорді Кабальєро       | Хозе Ернандес                   |
| Берн Коен             | Ребе Менахем                    |